# Qanat des Raschpëtzer

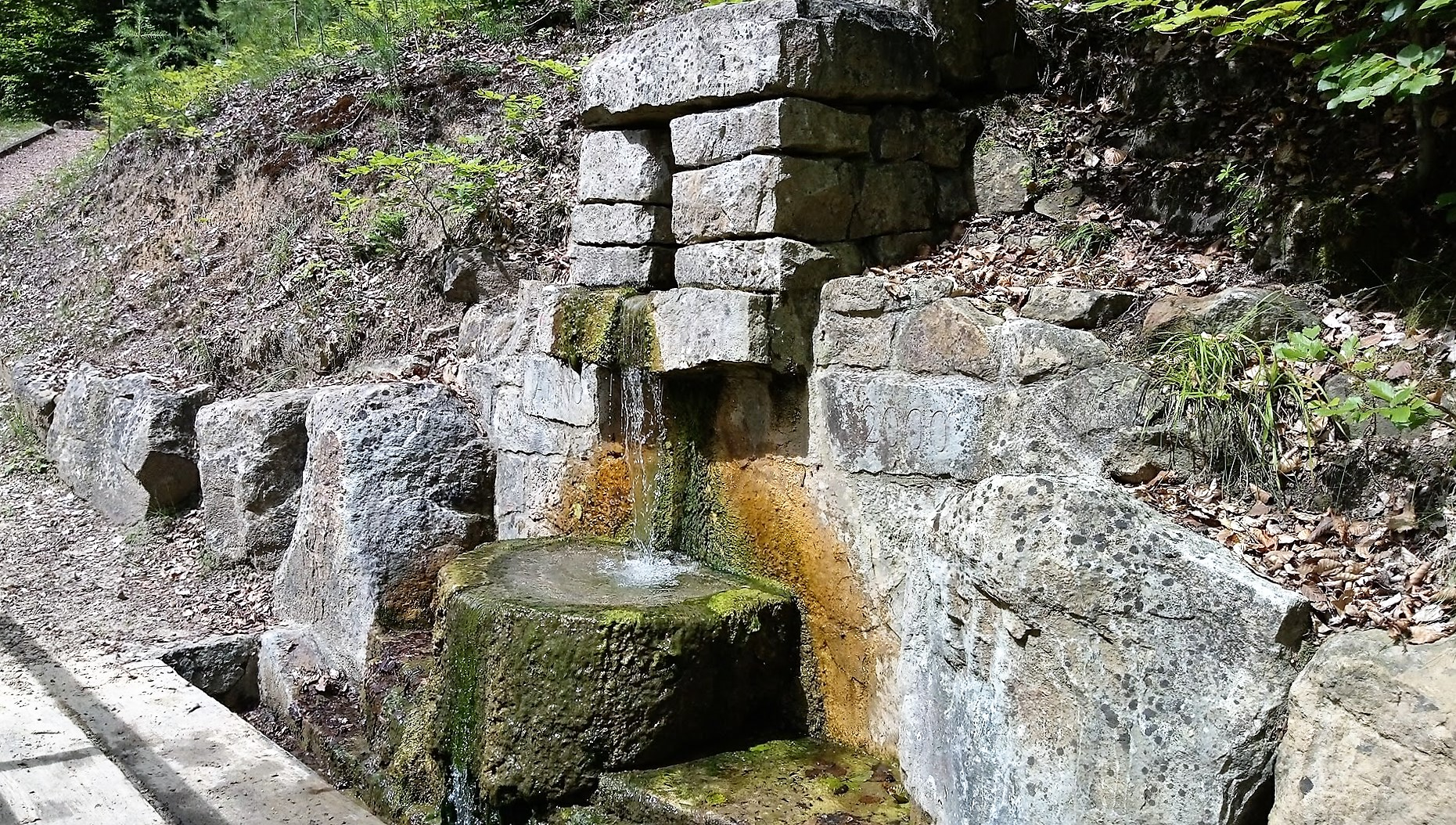
Exutoire reconstruit du qanat.

Le qanat des Raschpëtzer ou aqueduc souterrain des Raschpëtzer, est un aqueduc romain souterrain, assimilable aux qanats. Il est situé à Walferdange au Luxembourg. Il capte des eaux souterraines, et les conduit gravitairement, ce qui permettait d'alimenter en eau potable une villa ou un ensemble de villas romaines 90 mètres plus bas.

## Description

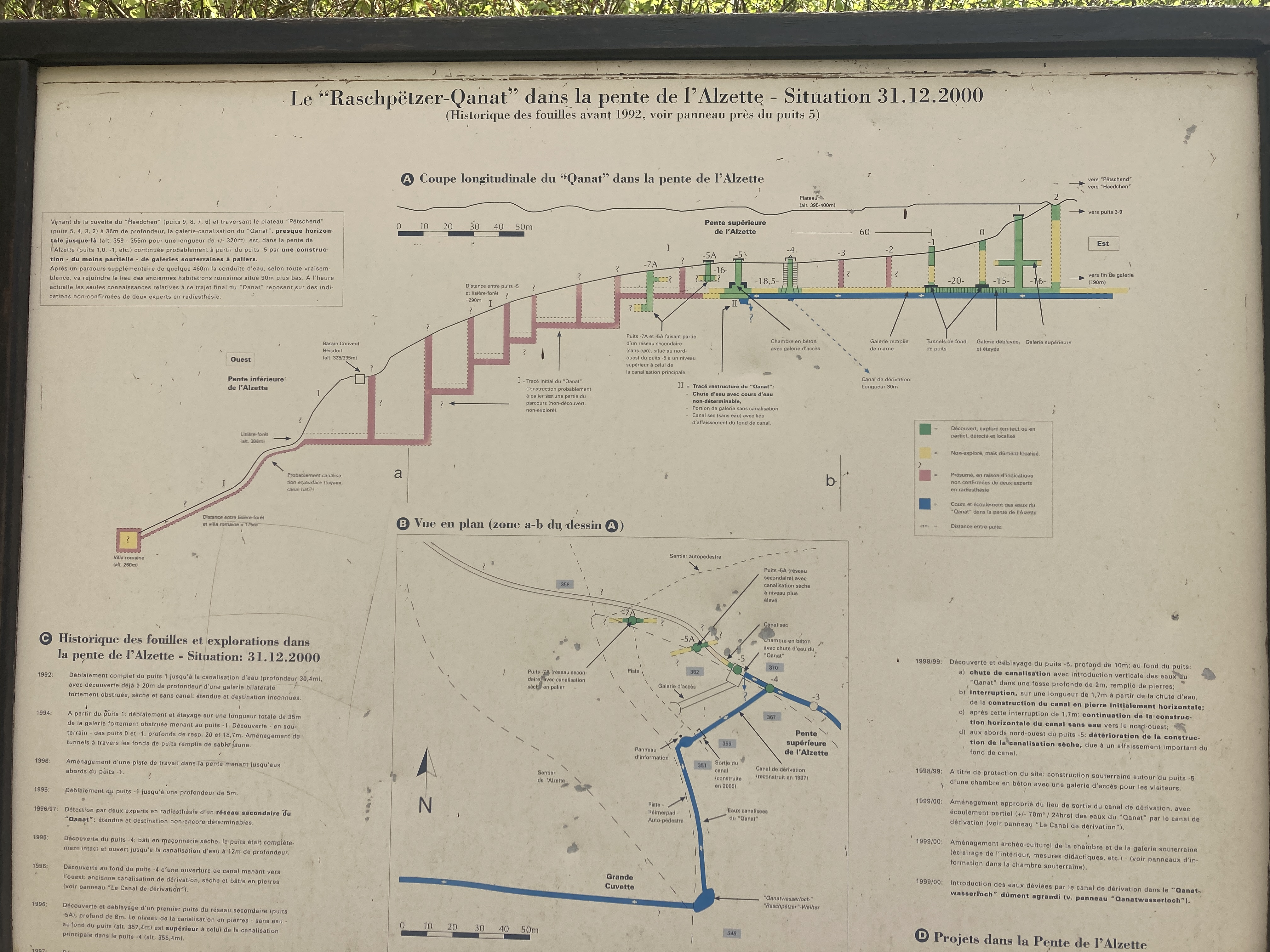
Panneau pédagogique présent sur site

L'ouvrage mesure 650 m de long et d'une profondeur allant jusqu'à 37 mètres. L'ouvrage capte des eaux souterraines à 20 m de la surface. Le premier déblaiement d'un des puits date de 1914. Le déblaiement total de la galerie et des puits a été achevé en 1992.
Le débit actuel du canal (étant donné que l'eau y circule toujours sur certaines portions) est des 180 m3 par jour (2,08 l/s). Il comportait probablement une vingtaine de puits verticaux, dont 13 ont été localisés. Ces puits servaient à drainer vers la galerie souterraine les eaux d'infiltration de leurs parois mais aussi pendant la construction à aérer la galerie, évacuer les matières déblayées et vérifier l'alignement souterrain de la galerie sur le tracé choisie en surface.

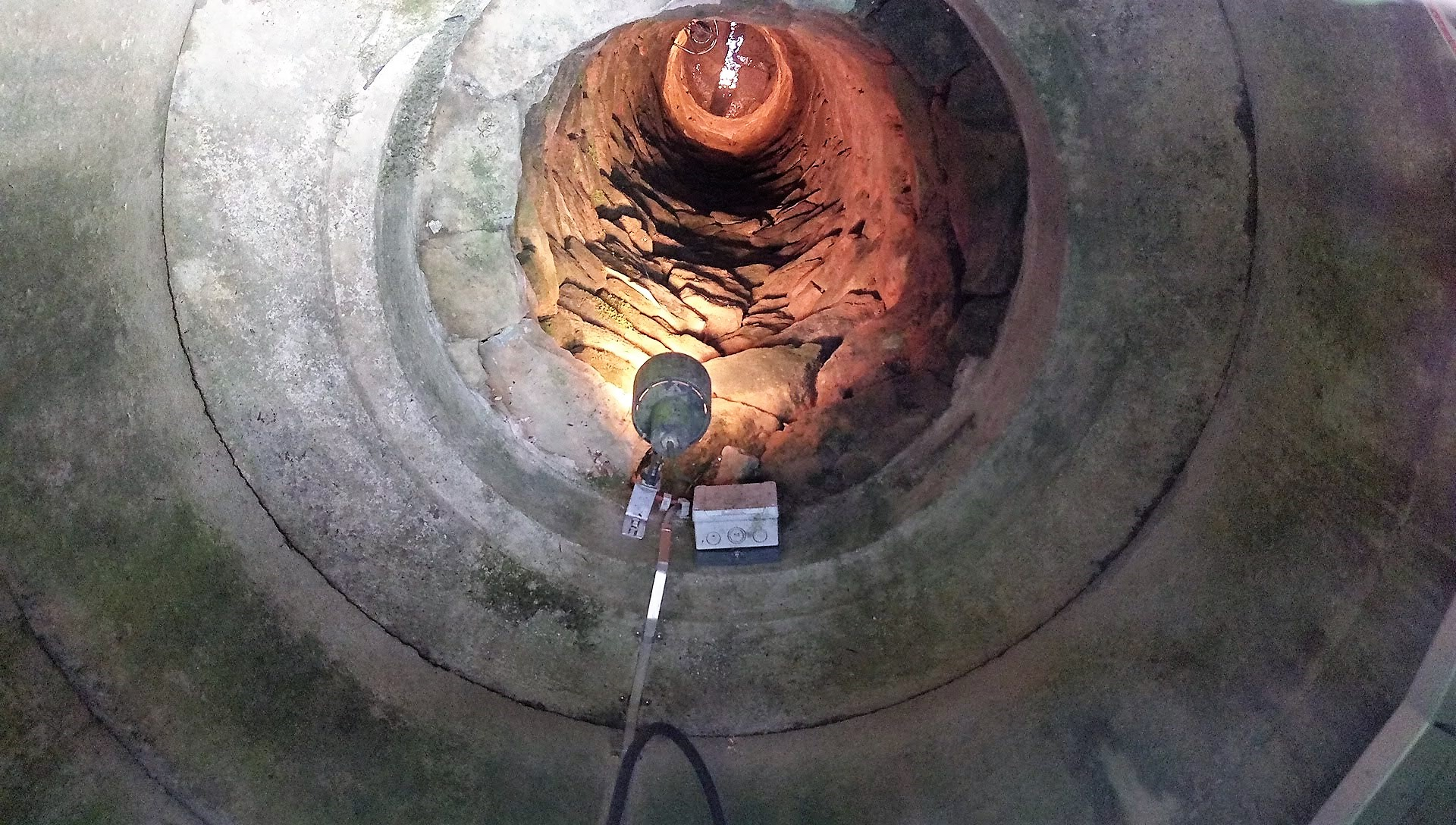
Vue du qanat du haut d'un puits

L'ouvrage a été daté par l'analyse dendrochronologique d'une pelle en bois à environ 130 apr. J.-C.. Les invasions germaines ont entraîné la dégradation des puits (vers 267 apr. J.C.), ils se sont ensuite remplis au fil des siècles pour ne présenter en surface que des affaissements. Deux d'entre eux ont été renommés trous des gnomes dans la légende luxembourgeoise. 
L'analyse de l'ouvrage a montré que sa réalisation a mis en œuvre des connaissances et des savoirs-faire en matière d'hydraulique, de topographie, pour assurer une pente et des dimensions régulières et suffisantes, ainsi que d'hydrogéologie, pour identifier et localiser la ressource en eau souterraine, et puis de géologie et de construction, pour s'assurer de la faisabilité du creusement en fonction des couches traversées. L'ouvrage n'est malgré tout pas exempt d'imperfections. 